# 台灣深藍學生聯合論壇
台灣深藍學生論壇（Taiwan Deepblue Student Forum）或簡稱為深藍論壇、深藍，曾經是臺灣最大的中學生網路社群，最初採用vBulletin論壇系統，後改為 Invision Power Board 論壇系統，其使用者多為台灣的高中生，亦有部份大學生。子論壇議題涵蓋廣泛，亦有港澳大陸地區及海外版面，曾廣受學生歡迎。目前會員數超越十五萬人、近四百萬篇文章、超過十五萬個討論串。雖然名為「深藍」，但該名稱與國民黨政治用語泛藍無關。隨著站長步入社會、脫離學生身分，現今論壇名稱亦已拿掉「學生」二字，僅剩深藍論壇。近年因Facebook等社群網站成為學生新寵，深藍已漸趨沒落。

## 成立主旨
該論壇為台灣學生非官方論壇，主旨為提供中學生交流、討論、學習、認識。

## 歷史沿革
該論壇由兩位建國中學與一位中山女中高二學生（ckmarkhsu、dodoku、traveler）於2002年暑假所創立，其原始目的為創立一個討論社群以取代原本該同學班上Yahoo!奇摩家族並作為建中全校的交流網站。其舊網址 www.ck56.com 中的 ck 即為建中的英文縮寫（Chien Kuo），56則代表第56屆。
論壇測試營運時是使用phpBB系統。後因無法符合要求，在正式開站時改採 vBulletin 系統。經過數月的修改，於2002年9月1日測試上線，名為「建中未名測試論壇」經過與建中56屆24班和數十位中山女中學生灌水測試，於2002年10月16日正式上線，並且定名為「建中ck56深藍學生聯合論壇」。往後論壇不斷的茁壯成長，站長重新思考其定位，決定定位為全台灣綜合性的中學生論壇，改名為「台灣深藍學生聯合論壇」，並在2006年中旬正式將網址改成 www.student.tw。
深藍第一年至第三年第二季止，使用由168host.com提供的商業虛擬主機服務，第三年第三季開始，該論壇與義守大學國際商務系採用合作贊助模式，論壇提供部分硬體，而該系提供深藍論壇主機與學術網路。第四年開始，深藍論壇因規模大幅成長，已經無法租用虛擬主機，而選擇自行架設伺服器。
目前深藍論壇與紅樓論壇合作，共用一組伺服器系統（一台網頁伺服器，一台資料庫伺服器）。

## 論壇程式
深藍論壇最初所使用之程式全名為vBulletin board，簡稱vBB，是由英國Jelsoft公司所開發，此為商業用論壇系統，深藍購買其合法版權。
深藍創辦人ckmarkhsu曾投入大量的時間將vBB徹底正體化，大幅修改其程式碼與模版以符台灣的網路使用者之使用習慣。在正體中文化的過程中，共約正體化一萬多行、修改千餘行程式碼，這些工作共費近一個月的時間；隨後成立了「台灣深藍vBulletin技術論壇」作為深藍旗下論壇的技術支援站，並藉此將深藍經驗分享給台灣的站長群。目前網站已改用Invision Power Board論壇系統。

## 附註
1. ↑  目前臺灣最大的學生社群為：批踢踢實業坊 telnet://ptt.cc （页面存档备份，存于）

## 外部連結
- 台灣深藍學生聯合論壇 （页面存档备份，存于）
- 奇摩知識+有關深藍論壇[永久]
- 台灣深藍vBulletin技術論壇 （页面存档备份，存于）